# Podskalí (Klučenice)
Podskalí byla obec zaniklá při stavbě Orlické přehrady na pravém břehu Vltavy poblíž ústí Kamenického potoka, přibližně sedm kilometrů po proudu řeky od zámku Orlík. Pravý břeh byl regulován, mj. pro přivazování vorů. Narodil se zde herec Josef Šebánek (1915–1977), který se proslavil rolí dědy v triologii o Homolkových.
Na břehu přehrady, nad původní, zcela zatopenou obcí, je dnes chatová osada a kempy s plážemi a přístavišti, nesoucí název Podskalí.

## Název obce
Podle Antonína Profouse se nazývala obec Podskale nebo Podskalij, v jiných pramenech je uváděno i Podskaly nebo Podskal.
Obec byla součástí obce Kozle (dnes Kožlí), připadala do farní obce Těchnice, dnes také zaniklé pod přehradou Orlík. Do této obce vzdálené 5,5 km chodily polní cestou děti do školy.
Ottův slovník naučný uvádí, že v obci v roce 1900 bylo 27 domů s 225 obyvateli, všichni s „obcovací řečí“ českou a vyznání římskokatolického. Podle Seznamu obcí v království českém se počet obyvatel v roce 1910 snížil ve 27 domech na 192.

## Historie obce
Obec Podskalí, která měla téměř sedmisetletou historii, byla od samoty Mlýnec (původní mlýn přestavený na rozsáhlý penzion ve 30. letech 20. století pražským továrníkem Machoněm) oddělena mohutnou vysokou kolmou skalní stěnou Žíkov, která i dnes ční částečně nad hladinu přehrady.
V roce 1880 bylo nad Podskalím nad Voltýřovským potokem objeveno hradiště Žíkovec.
Obec Podskalí patřila k orlickému panství, později do hejtmanství a okresu Milevsko.
V třicetileté válce v roce 1645 překročilo v místech původního Podskalí švédské vojsko generála Torstensona Vltavu a odtud táhlo k Jankovu, kde se odehrála krutá bitva s rakouským vojskem generála Götze.
Uprostřed obce stála malá kaplička z roku 1919 s dřevěnou soškou sv. Antonína.
K obci patřily samoty Bezík, Krčmář, Políčko a Žíkov, samoty i obec zcela zanikly při stavbě Orlické přehrady během 50. let 20. století.

## Život v obci
Před obcí byl rozlehlý kamenolom s velmi kvalitní stavební žulou, která byla použita v Praze na stavbu Negrelliho viaduktu, Palackého most i  nábřeží. Podobných kamenolomů bylo v těchto místech víc. 
V obci bylo necelých čtyřicet stavení, z toho tři statky. Ostatní byly domky, v nichž žili kameníci, lesní dělníci, šífaři a voraři. Mnozí měli malá políčka na protějším břehu řeky, kam se převáželi pramicemi. Do obce nebyl zaveden telefon, telegraf ani elektrický proud, nebyl zde žádný obchod, svítilo se petrolejovými lampami. 
V obci byla plavecká hospoda Václava Hanuse, ve které se hrávalo i ochotnické divadlo.  
O kus dál stál po proudu na levém břehu od roku 1896 mlýn, posledními majiteli byli Stanislav a Irena Kuchařovi. Původní mlýn byl přestavěn a rozšířen, kromě dvoupatrové mlýnice zde stála obytná budova s výměnkem, chlévy, stodoly a dříve také pila. Vyráběl si vlastní elektřinu dynamem napojeným na šestimetrové vodní kolo ukrytém v tzv. lednici.  Byl to jeden z největších mlýnů ve středním Povltaví s výbornou pověstí.   
Za mlýnem byla jedna z pevnůstek tzv. Vltavské linie a poslední vltavská hraditelná/uzavíratelná propust ("šlajsna"), kterou proplouvaly vory, šífy s kamením a v posledních letech nespočet vodáků. Po břehu táhly proti proudu koňské potahy prázdné lodě vracející se pro vytěženou žulu.

## Stopy po obci

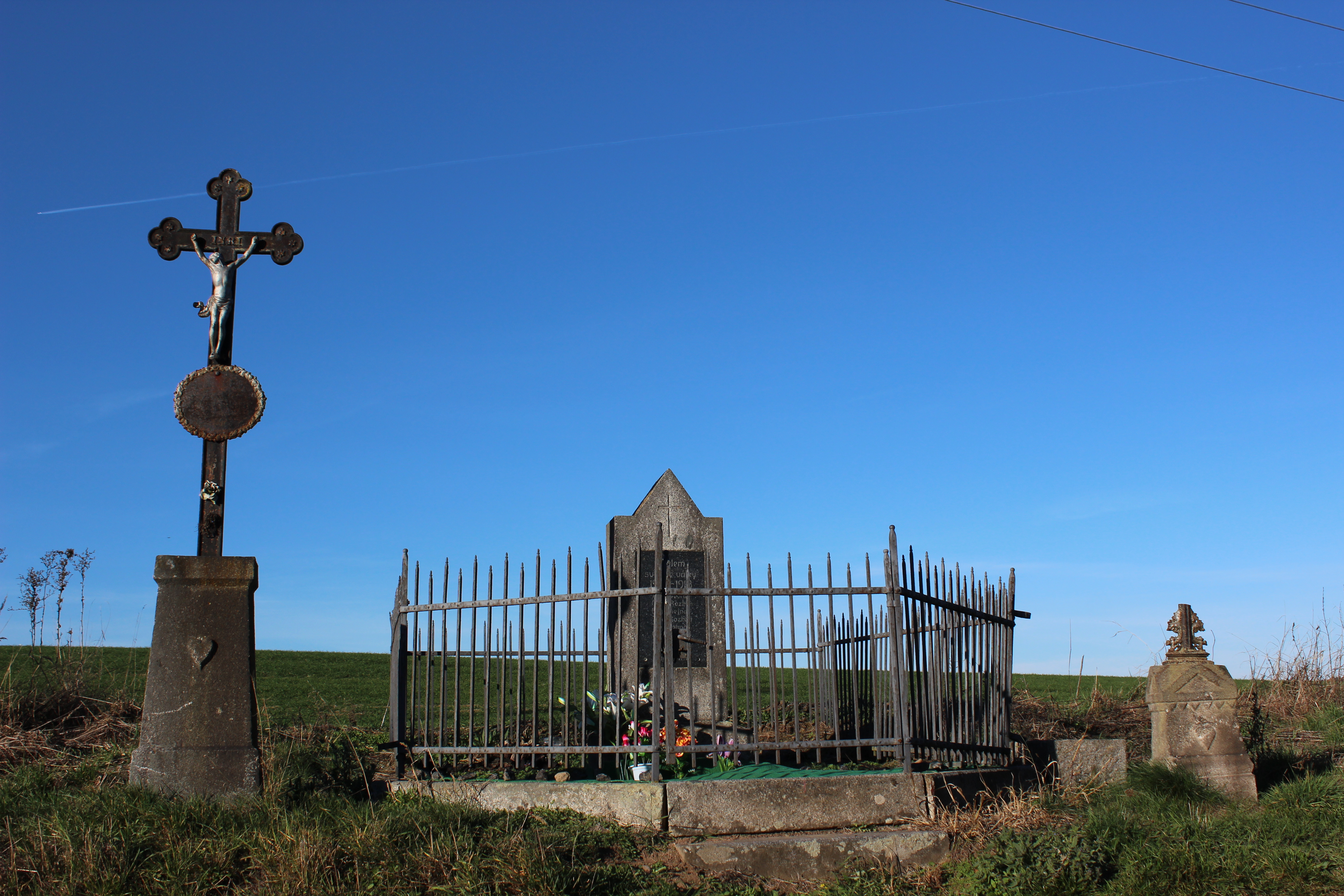
Kříž a pomník přenesené z návsi nad zátopní čáru na cestu k Voltýřovu

Na návsi naproti kapličce stával památník obětem první světové války se jmény devíti místních padlých občanů. Památník byl před zatopením obce přemístěn nad zátopní čáru na cestu směrem k Voltýřovu. Na stejné místo byl přenesen křížek, který stával na návsi před hospodou. O něco dále směrem k Voltýřovu stojí další kříž, postavený po první světové válce podskalským rodákem Františkem Rozhoněm na památku svého bratra Matěje Rozhoně, který ve válce padl. Kříž stojí na místě, kde končilo jejich pole.